# 정승우 (1979년)
정승우(1979년 5월 7일 ~ )는 대한민국의 배우이다.

## 주요 출연작

### 영화
- 쉬리(1999년) - OP특공 역
- 아는 여자(2004년) - 사고남 역
- 복면달호(2007년) - 미남 역

### 텔레비전 드라마
- 《아일랜드》 (MBC, 2004년) - 백기웅 역
- TV 소설 《강이 되어 만나리》 (KBS 1TV, 2006년)
- 《나쁜 남자》 (SBS, 2010년) - 엄 상무 역
- 《자유인 이회영》 (SBS, 2010년) - 유기문 역
- 《고봉실 아줌마 구하기》 (TV조선, 2011년) - 마동식 역